# Abd al-Muhsin as-Sadun
Abd al-Muhsin as-Sadun, arab. ‏عبد المحسن السعدون‎ (ur. 2 maja 1879 w An-Nasirijji, zm. 13 listopada 1929 w Bagdadzie) – iracki polityk liberalno-demokratyczny, czterokrotny premier w: 1922–1923, 1925–1926, 1928–1929 i 1929; żołnierz, oficer w stopniu mülazıma (podporucznika).

## Życiorys
Pochodził z wpływowej rodziny wywodzącej się z Hidżazu, w przeszłości przewodzącej konfederacji plemiennej al-Muntafik znad dolnego Eufratu. Wyznawał islam sunnicki. Ukończył Akademię Wojskową w Stambule, po czym został mianowany adiutantem (aide-de-camp) sułtana Abdülhamida II. Był członkiem Komitetu Jedności i Postępu i wziął udział w rewolucji młodotureckiej. W 1908 odszedł z wojska i rozpoczął działalność polityczną. Przez dziesięć lat był deputowanym do parlamentu Imperium Osmańskiego. Po I wojnie światowej wrócił do Iraku, by zająć się zarządzaniem majątkiem rodziny.
Fakt, że w okresie osmańskim as-Sadun nie piastował żadnego urzędu państwowego sprawił, że po ustanowieniu w Iraku mandatu brytyjskiego nowe władze uznały go za znakomitego kandydata na stanowisko rządowe, natomiast król Fajsal był wobec niego nieufny. W rządzie Abd ar-Rahmana al-Kilaniego był ministrem obrony. Według władz mandatowych as-Sadun posiadał pozycję społeczną na tyle wysoką, by ukończyć prace nad zawarciem i wdrożeniem traktatu brytyjsko-irackiego, toteż Brytyjczycy doprowadzili do powołania go w 1922 na premiera Iraku. Równocześnie kierował resortami obrony (z którego następnie zrezygnował), sprawiedliwości oraz spraw wewnętrznych. W tym okresie podpisany został traktat brytyjsko-iracki (z 1922), który w roku następnym z inicjatywy as-Saduna zmodyfikowano. Założona przez niego Partia Postępu była jedyną liczącą się iracką formacją polityczną, która godziła się na ustanowienie mandatu.
As-Sadun kierował rządem do listopada 1923, gdy złożył dymisję. Na jego miejsce Fajsal powołał swojego bliskiego współpracownika Dżafara al-Askariego. W sierpniu 1924 były premier wszedł do rządu Jasina al-Haszimiego jako minister spraw wewnętrznych i kierował resortem do upadku gabinetu w roku następnym. Następnie sam został po raz drugi premierem, obejmując równocześnie tekę ministra finansów i spraw zagranicznych. Jego rząd funkcjonował od czerwca 1925 do listopada 1926. As-Sadun został wówczas przewodniczącym irackiego parlamentu i pełnił tę funkcję przez rok.
W styczniu 1928 as-Sadun po raz trzeci objął stanowisko premiera Iraku. Został także ministrem spraw zagranicznych. Dotąd był zwolennikiem brytyjsko-irackiej współpracy, uznając, że Irak był za słabym państwem, by funkcjonować jako byt w pełni suwerenny. Uważał jednak, że w miarę rozwoju kraju Wielka Brytania powinno stopniowo ograniczać swoją ingerencję w jego funkcjonowanie. Dążył do ugruntowania w Iraku konstytucyjnych, demokratycznych rządów. Jako premier ogłosił wybory powszechne, w nadziei, że nowy parlament będzie mógł renegocjować brytyjsko-iracki układ wojskowy. W czasie trwających kilka miesięcy, z powodu skomplikowanej procedury, wyborów rząd stosował represje wobec opozycyjnych organizacji politycznych i studenckich oraz prasy. As-Sadun sugerował następujące zmiany w traktacie: nadanie Irakowi pełnej odpowiedzialności za obronność państwa, ograniczenie kompetencji dowódcy brytyjskich sił powietrznych w kraju, zmniejszenie liczby brytyjskich oficerów w armii irackiej, anulowanie zobowiązań finansowych, zwolnienie Iraku z obowiązku utrzymywania brytyjskiego wysokiego komisarza i towarzyszących mu osób. Brytyjczycy nie zamierzali jednak zgodzić się na jakąkolwiek modyfikację układu, toteż as-Sadun w 1929 złożył dymisję. Pozostawał premierem jeszcze przez kilka miesięcy, gdyż żaden polityk nie zgadzał się na przejęcie jego zadań.
Ostatecznie następcą as-Saduna został Taufik as-Suwajdi (były premier zachowywał przy tym nieformalny wpływ na jego działania), jednak jego gabinet funkcjonował tylko kilka miesięcy i we wrześniu 1929 as-Sadun objął urząd premiera po raz czwarty, ponownie też został ministrem spraw zagranicznych. Ponownie próbował prowadził z Brytyjczykami negocjacje w sprawie pełnej niezawisłości Iraku, jednak ponownie poniósł porażkę, a król Fajsal nadal mu nie ufał. Oskarżany przez część polityków o zdradę kraju, surowo skrytykowany w czasie debaty parlamentarnej po wygłoszeniu przez króla mowy tronowej, w poczuciu klęski, które spotęgowały jeszcze osobiste kłopoty, as-Sadun popełnił samobójstwo. Nowy rząd utworzył Nadżi as-Suwajdi, pozostawiając na stanowiskach niemal wszystkich ministrów powołanych przez as-Saduna.